# 自由泳
自由泳是官方游泳竞赛的项目，其规则是由国际泳联总会制定的。自由泳严格来说不是一种游泳姿势，自由泳竞赛的规则几乎没有任何限制。大多數游泳员在自由泳比赛时选择使用爬泳，因其是阻力小、速度均匀、快速的游泳姿势。外界人士经常把“自由泳”与“捷泳”混淆，自由泳的意思是参赛者可以使用“任何姿势”，自由式不等於捷泳。

## 技术
自由泳竞赛选手可以用任何未受管制的姿势，如爬泳 、狗爬式游泳或侧泳 。单项自由泳竞赛选手可以选择官方管制的姿势（蛙泳 、蝶泳 、仰泳 ）。混合泳竞赛的自由泳部分，选手不可以使用蛙泳、蝶泳、或仰泳。几乎所有自由泳选手选用爬泳，因为其速度较快。較低等級的自由泳竞赛常见游泳员使用非爬泳姿势。奥运会裡，爬泳几乎是唯一的自由泳姿势。
基本動作：
自由式是俯伏進行的泳式，臉部面向泳池底，平浮身體在水平面，雙腿上下輪流踢打，而雙手輪流打圈划水的前進游泳方式。 {{#ifeq: {{#if: [[m: 『 {//zh.wikipedia.org Template:Local URL: {#ifexist:\grave {}]] </only include>}}}}

## 规则
单项自由泳指“任何姿势”，混合泳的自由泳則指“蛙泳、蝶泳和仰泳之外的任何姿势”。转身时，游泳员必须碰游泳池的墙壁。除了出发後和转身後的頭15公尺，游泳员的頭部必须超出水面，以防其在水底達到更高速度，或甚至於水底游畢全程。
国际游泳联合会對於自由泳所訂的规则如下：
- 在指定為“自由泳”的比赛中，可采用任何泳式；在個人或接力混合泳比賽中，“自由泳”則指除背泳、蛙泳和蝶泳外的任何姿勢。
- 在转身和到达终点时，必须用身体任何部分触碰池壁。
- 比賽時，身體必須有某部分超出水面。不過在出發或轉身後的15米或以內，或轉身期間，則可以潛泳，而在超過此15公尺距離後，頭部必須露出水面。

## 竞赛
常见的自由泳竞赛有8种，使用50公尺游泳池或25公尺游泳池。美国也有英制的25码游泳池。特别比赛也有其它距离的竞赛。
- 50米自由泳
- 100米自由泳
- 200米自由泳
- 400米自由泳
- 800米自由泳
- 1500米自由泳
- 4×100米自由泳接力
- 4×200米自由泳接力

少年游泳比赛（8岁以下）还常有25公尺的自由泳。这个距离比较适合耐力低的少年选手。
包括自由泳部分的混合泳项目：
- 100公尺个人混合泳
- 200公尺个人混合泳
- 400公尺个人混合泳
- 4×100公尺混合泳接力

國際游泳總會举办的800公尺竞赛只有女子，1500公尺竞赛只有男子。但是，泳联记录其它比赛的女子1500公尺和男子800公尺。

### 引用
1. ↑  . 国际游泳联合会. （原始内容存档于2011-06-03）.